# 千葉大学真菌医学研究センター
千葉大学真菌医学研究センター（ちばだいがくしんきんいがくけんきゅうセンター、英語: Chiba University Medical Mycology Research Center、略称：真菌センターかMMRC）は、千葉大学の附置研究所で、真菌（カビ）を中心とした様々な病原体による感染症の研究を目的とした研究所であり､真菌症に関する我が国唯一の公的研究所でもある。千葉県千葉市中央区にあり、千葉大学医学部､同附属病院､同薬学部､同看護学部等と同じキャンパス内に位置する。
共同利用・共同研究拠点に指定されている。

## 沿革
- 1946年9月10日 - 千葉医科大学附属腐敗研究所として設立（現在の習志野市泉町）。
- 1949年5月31日 - 千葉医科大学から千葉大学への変更に伴い､千葉大学附属腐敗研究所となる。
- 1973年9月29日 - 生物活性研究所に改組。
- 1977年10月29日 - 千葉市亥鼻1丁目8番1号（医学部､附属病院と同一のキャンパス内）に移転。
- 1987年5月21日 - 生物活性研究所に代わり､真核微生物研究センター（全国共同利用施設）を設置。
- 1997年4月1日 - 真核微生物研究センターに代わり真菌医学研究センター（全国共同利用施設）を設置。
- 2010年4月1日 - 共同利用・共同研究拠点（真菌感染症研究拠点）に認定。
- 2017年 - 医学部附属病院感染症内科に真菌症専門外来を開設

## 活動内容
真菌症を中心として､様々な感染症の診断、治療に関して基礎（菌学 - 免疫）、臨床に及ぶ多彩な研究を行っており、その成果は国際的にも高く評価されている。
基礎的な領域では、病原真菌の病原因子・薬剤耐性・感染戦略機構、新たな抗真菌薬の分子標的の同定と阻害化合物の探索、宿主の免疫応答機構等の研究を実施している。また近年は、真菌マイクロバイオームや真菌オミックスなどの新たな研究領域も立ち上げている。
臨床面では､全国の医療施設の依頼に基づき､真菌症のさまざまな検査（菌種の同定や薬剤感受性測定､遺伝子解析など）を行なうとともに､それぞれの症例について診断や治療のコンサルテーションを行なっている。また本センターのスタッフが医学部附属病院にて感染症内科（真菌症専門外来）､小児科（感染症専門外来）にて診療活動を行なっており、これは当センターの特徴ともなっている。さらに、これらの検査の過程で全国から集められた数多くの菌株は当センターの菌株保存施設に保存しているが、この保存施設は病原真菌・放線菌として世界最大級の規模と質を誇っている。なお、本センターはナショナルバイオリソースプロジェクト（NBRP）の病原性微生物を主管する機関でもあり、これらの菌株は文科省のNBRPに基づいて世界中の研究者に分譲している。
教育面では､医学部､薬学部､看護学部などの学部教育の他､大学院教育を担当し、また毎年「病原真菌講習会」を開催して日本中の研究者､医師､検査技師などを対象に真菌の取り扱い､同定法などを直接指導している。

## 研究施設・設備
- 最先端免疫研究システム（SPF（英語版）)
- 高度病原性病原体研究システム（BSL3)
- 次世代シーケンサー（MiSeq）

## 交通アクセス
所在地：〒260-8673 千葉市中央区亥鼻1丁目8-1（千葉大亥鼻キャンパス内）
- JR千葉駅／京成千葉駅下車。JR千葉駅東口正面7番のバス乗り場から「大学病院」行きまたは「南矢作」行きバスに乗車、約10分。
- 「中央博物館前」で下車し、徒歩で1分ほど戻った大学の最初の門を入った右手。